# Аутрам, Джеймс
Джеймс Аутрам (29 января 1803 — 11 марта 1863) — британский военный деятель, генерал, один из участников подавления восстания сипаев в Индии.

## Биография
Был сыном Бенджамина Аутрэма из Баттерли-Холл, Дербишир, инженера-строителя. Его отец умер в 1805 году, после чего его мать, дочь доктора Джеймса Андерсона, шотландского учёного-агронома, уехала в 1810 году в Абердиншир. В 1818 году, окончив школу в Удни, поступил в Маришальский колледж в Абердине, а в 1819 году поступил на службу на учебное судно, отправлявшееся в Индию. Уже вскоре после прибытия в Бомбей хорошо себя проявил, ввиду чего в июле 1820 года стал действующим адъютантом 1-го батальона 12-го полка, дислоцировавшегося в Пуне, где получил важный для своей дальнейшей военной карьеры опыт.
В 1825 году был переведён в Кхандеш, где стал командиром корпуса лёгкой пехоты, сформированного из представителей народа бхили, многие из которых ранее занимались грабежами; в их среде он вскоре приобрёл огромное личное влияние и успешно руководил ими во время операций по ликвидации бандитов и грабителей в этой неспокойной тогда местности. Свою репутацию у бхили он заработал не в последнюю очередь своими сильно впечатлившими их охотничьими успехами. Аутрам по прибытии в Индию не отличался крепким здоровьем и на протяжении долгих лет часто болел, однако постепенно его здоровье окрепло. В 1835 году его перевели в Гуджарат, дабы он составил для властей отчёт о ситуации в районе Махи Кантха, и в течение некоторого времени Аутрам оставался там как британский политический агент. 
После начала Первой афганской войны в 1838 году он был назначен дополнительным адъютантом в штат сэра Джона Кина, проявив храбрость в нескольких сражениях и даже лично захватив неприятельское знамя в битве при Газни. После участия в ряде рейдов против афганских сил он в 1839 году был повышен в звании до майора и назначен политическим агентом сначала в Нижнем, а позже в Верхнем Синде. На этой должности он неожиданно выступил против политики своего командира, сэра Чарльза Непьира, стремившегося к колонизации Синда. Однако после начала боевых действий он проявил храбрость в обороне резиденции в Хайдерабаде против 8000 белуджей, и именно Непьир описал его тогда как «гнедую лошадь Индии». По возвращении после краткого визита в Англию в 1843 году он был повышен до подполковника и назначен агентом в область Махараштра, а в 1847 году был переведён из Сатары в Бароду, где испортил отношения с бомбейским правительством из-за решительного противодействия коррупции. В 1854 году был назначен резидентом в Лакхнау, спустя два года обеспечив в этой должности аннексию британцами Ауда и став первым главным специальным уполномоченным по этой области. В 1857 году, получив звание генерал-лейтенанта, командовал экспедицией против Персии, разбив противника в крупном сражении при Кушабе, что привело к скорому заключению мира, получив за эту кампанию Большой крест ордена Бани.
Сразу же после завершения Англо-персидской войны был вновь вызван в Индию, по прибытии в Калькутту был назначен командовать двумя дивизиями Бенгальской армии, контролировавшей территории от Калькутты до Канпура, вскоре став, помимо исполнения военных обязанностей, уполномоченным по вопросам морского флота в Ауде. Во время Сипайского восстания сражался во главе добровольческой кавалерии под началом генерала Генри Хэвлока, отказавшись от своего звания (чтобы непосредственно принять участие в боевых действиях) и отличившись при Мангалваре и Аламбагхе; за этот успех его хотели наградить крестом Виктории, однако Аутрам отказался, считая, что не имеет право получать награду, которой нет у его командира. Перед первым захватом Лакхнау ему было передано верховное командование, после чего он приказал войскам оставить город, введя тем самым противника в заблуждение. После успешного второго взятия Лакхнау был восстановлен в звании генерал-лейтенанта. За этот успех в феврале 1858 года он получил благодарность от обеих палат парламента и был возведён в личное дворянство с титулом баронета. К 1860 году его здоровье серьёзно ухудшилось, и он вернулся в Англию, где прожил остаток жизни. Был похоронен в Вестминстерском аббатстве. Памятники в его честь были установлены в Лондоне и Калькутте.